# غوردون كروسبي
غوردون كروسبي هو عداء سريع كندي، ولد في 21 مارس 1927 في تورونتو في كندا، وتوفي في 3 يناير 2019.

## وصلات خارجية
- غوردون كروسبي على موقع اللجنة الأولمبية الدولية (الإنجليزية)
- غوردون كروسبي على موقع أوليمبيديا (الإنجليزية)
- غوردون كروسبي على موقع اللجنة الأولمبية الكندية (الإنجليزية)
- غوردون كروسبي على موقع اتحاد ألعاب الكومنولث (مؤرشف) (الإنجليزية)